# Torneo di Wimbledon 2024 - Quad doppio
Sam Schröder e Niels Vink erano campioni in carica, e si sono riconfermati sconfiggendo in finale Andy Lapthorne e Guy Sasson con il punteggio di 3–6, 7–6(3), 6–3.

## Teste di serie
1. Sam Schröder /  Niels Vink (Campioni)

1. Andy Lapthorne /  Guy Sasson (finale)

## Tabellone

### Legenda
| - Q = Qualificato - WC = Wild card - LL = Lucky loser | - ALT = Alternate - SE = Special Exempt - PR = Protected Ranking | - w/o = Walkover - r = Ritirato - d = Squalificato |

|  | Semifinale | Semifinale                     | Semifinale                     | Semifinale | Semifinale |  |  | Finale | Finale                    | Finale | Finale | Finale |  |
|  |            |                                |                                |            |            |  |  |        |                           |        |        |        |  |
|  | 1          | Sam Schröder Niels Vink        | Sam Schröder Niels Vink        | 6          | 6          |  |  |        |                           |        |        |        |  |
|  |            | Heath Davidson Donald Ramphadi | Heath Davidson Donald Ramphadi | 2          | 2          |  |  | 1      | Sam Schröder Niels Vink   | 3      | 7      | 6      |  |
|  |            | Ahmet Kaplan David Wagner      | Ahmet Kaplan David Wagner      | 2          | 4          |  |  | 2      | Andy Lapthorne Guy Sasson | 6      | 63     | 3      |  |
|  | 2          | Andy Lapthorne Guy Sasson      | Andy Lapthorne Guy Sasson      | 6          | 6          |  |  |        |                           |        |        |        |  |